# Kurt Preißler
Kurt Preißler, auch Preissler (* 15. Januar 1893 in Sayda; † 7. September 1968 in Lichtenwalde (Niederwiesa)), war ein deutscher Maler, Grafiker und Radierer. Er bevorzugte Porträts, Landschaften und Stillleben.

## Leben
Preißler kam in seiner Jugend aus Sayda mit seiner Familie nach Dresden. Durch seinen Vater, der als Dekorationsmaler tätig war, wurde sein Interesse an der Kunst geweckt. Nach seinem Abschluss am Realgymnasium verdiente er sich sein Studium an der Dresdner Kunstakademie. So zeichnete er Kataloge für das Kaufhaus Renner und arbeitete als Zeichner für Architekten in Dresden. Von 1909 bis 1914 studierte Preißler an der Kunstakademie Dresden. Bei Robert Sterl, Oskar Zwintscher, Otto Gussmann und Richard Müller erlernte er die verschiedenen Techniken. Aus humanistischen Gründen ließ er sich im Ersten Weltkrieg zum Sanitätssoldaten ausbilden. Im Gegensatz zu Otto Dix vermochte er es nicht Ekelhaftes und Scheußliches des Krieges darzustellen, wohl aber z. B. Lazarette in belgischen Kirchen und elende Soldaten in ihrem Unterstand. Nach dem Krieg beendete Kurt Preißler sein Studium in Dresden als Meisterschüler und bezog gemeinsam mit Hans Theo Richter ein Atelierhaus. Ab 1923 stellte er regelmäßig im Rahmen des Sächsischen Kunstvereins aus. Seine Studienreisen führten ihn in dieser Zeit nach Dänemark, in die Schweiz, nach Italien, Polen und an die Ostsee.
In der Zeit des Nationalsozialismus war Preißler Mitglied der Reichskammer der bildenden Künste und an mindestens vierzehn Ausstellungen beteiligt.
Bei den Luftangriffen auf Dresden am 13. Februar 1945 wurde Preißler mit Ehefrau Gertrud in der Chemnitzer Straße 3 ausgebombt. Fast seine gesamten bisherigen Werke gingen verloren. Der Künstler gehört wie Johannes Beutner, Fritz Winkler u. a. zur „Verlorenen Generation“. Danach suchte und fand er eine neue Heimat in seinem Geburtsort Sayda. Angeregt durch den damaligen Museumsdirektor des Stadt- und Bergbaumuseums Freiberg, Heino Maedebach (1960–1978), stellte er 1946 gemeinsam mit anderen Künstlern des erzgebirgischen Raumes seine Arbeiten in der Schauausstellung Erzgebirgischer Künstler aus. Preißler war 1948 Mitbegründer der Künstlergemeinschaft Die Kaue in Freiberg und Mitglied des Verbands Bildender Künstler der DDR. Er hinterließ als Maler ein außerordentlich umfangreiches und breitgefächertes Werk. In seinem letzten Lebensabschnitt entstanden im Wesentlichen Motive der erzgebirgischen Landschaft sowie Bilder aus dem Hütten- und Bergbau, von Industrieanlagen und Porträts.
Preissler verstarb in der Lungenheilanstalt Lichtenwalde (Niederwiesa) und wurde in seiner Heimatstadt Sayda begraben. Zu seinen Ehren wurde der Saydaer Malerweg angelegt.

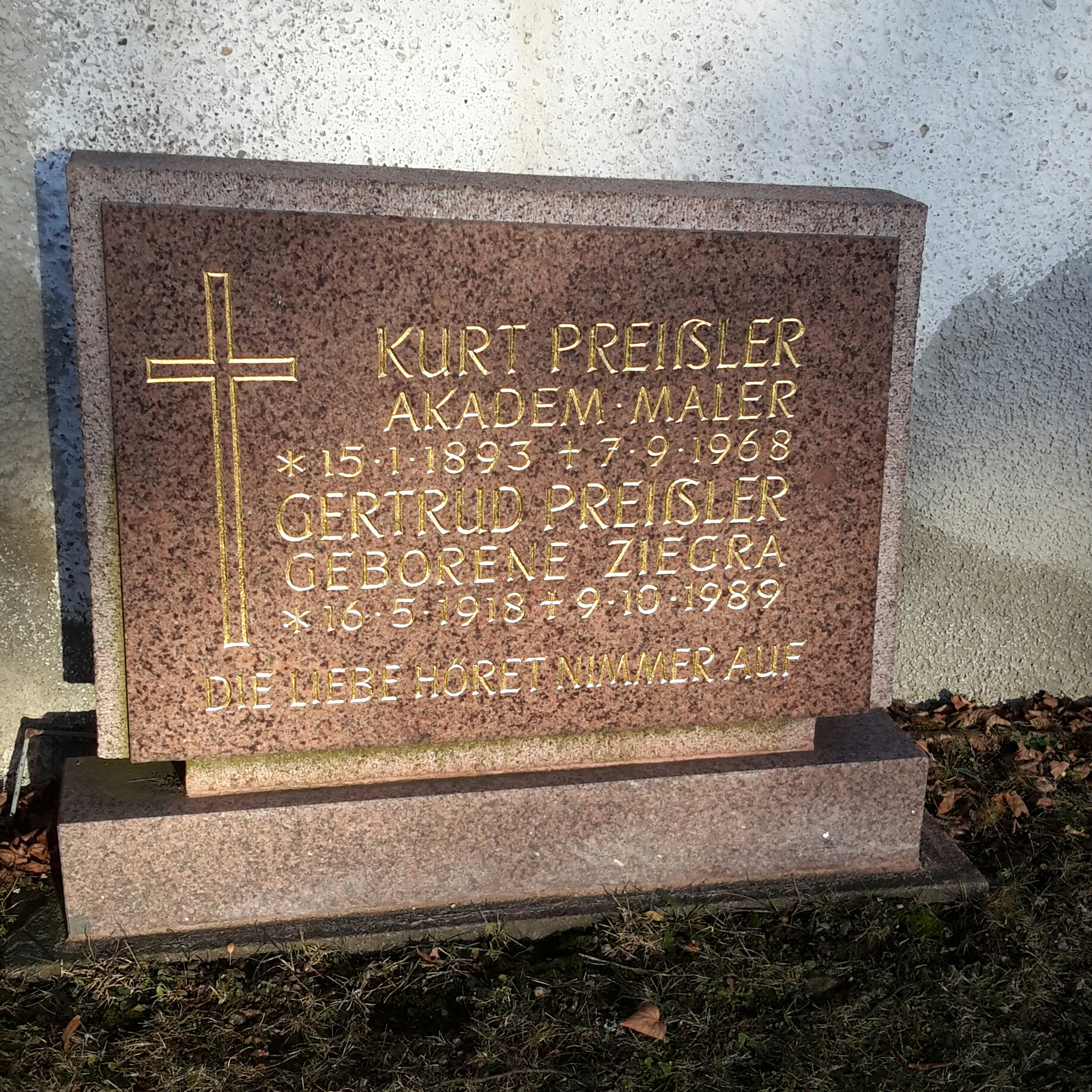

## Werke (Auswahl)

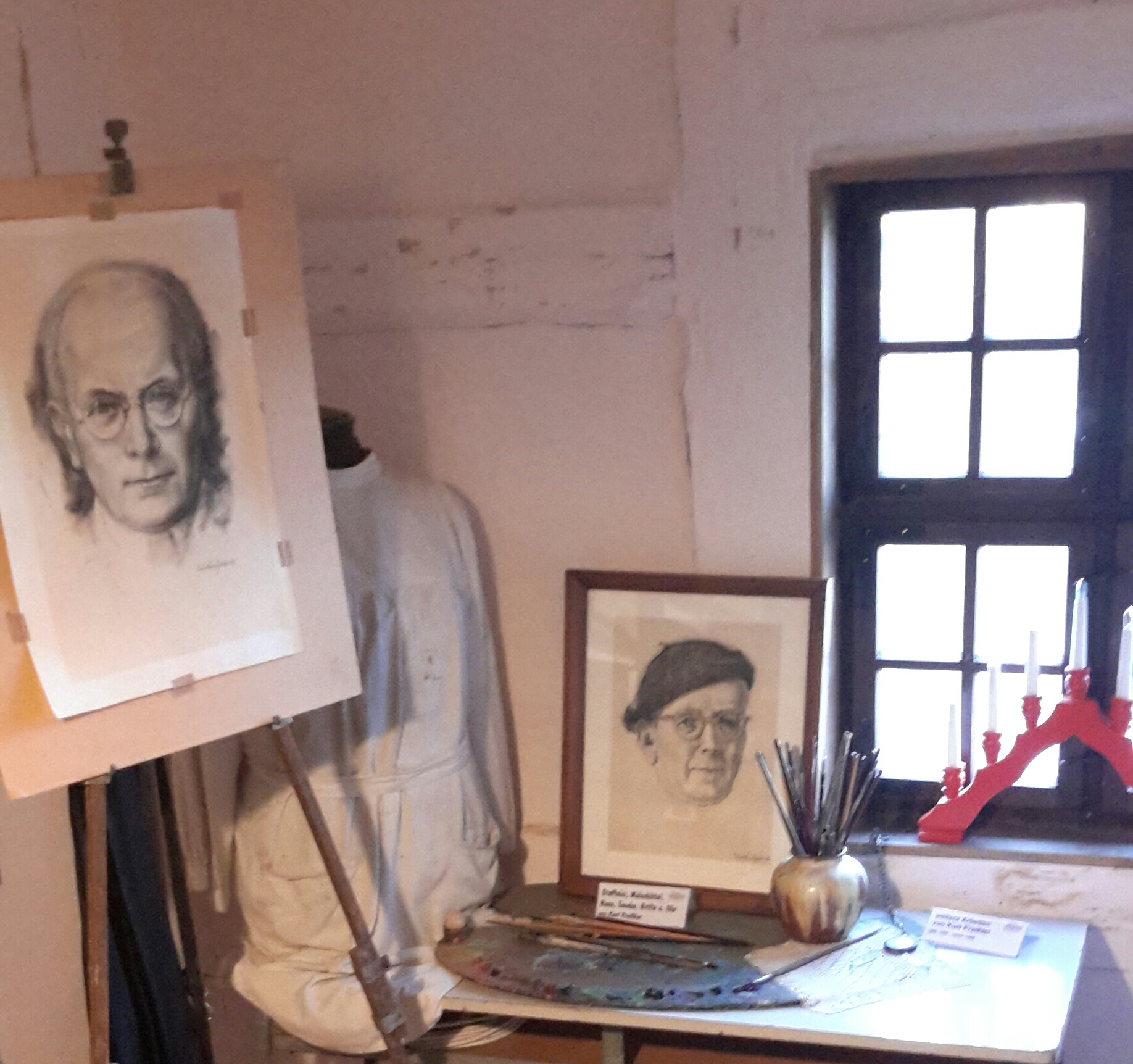
Kurt Preißler – persönliche Gegenstände

- Dänemark, Hafen von Aarhus (Radierung, 1920)
- BDM-Führerin (Öl auf Leinwand, 90 × 70 cm, 1941; Galerie Neue Meister Dresden)[4]
- Arbeitsmaid Inge, Ehret die Arbeit (Öl, 1944)
- Hofkirche Dresden (Kreidezeichnung)
- Ansicht von Dresden (Aquarell)
- Straße auf dem Darß (Holzschnitt)
- Volksfest im Park (Öl auf Leinwand, 110,3 × 124,6 cm, 1965; Kunstfonds des Freistaats Sachsen)[5]

## Ausstellungen (unvollständig)

### Einzelausstellungen
- 1963: Freiberg: Stadt- und Bergbaumuseum Freiberg
- postum 1986: Dresden, Kunstausstellung Kühl (Gemälde, Graphik)

### Ausstellungsbeteiligungen
- 1916: Dresden, Galerie Ernst Arnold („Zweite Ausstellung Dresdner Künstler die im Heeresdienst stehen“)
- 1948: Chemnitz, Schlossberg-Museum, und Glauchau, Stadt- und Heimatmuseum Glauchau („Mittelsächsische Kunstausstellung“)[6]
- 1948: Freiberg, Stadt- und Bergbaumuseum („3. Ausstellung Erzgebirgischer Künstler“)[7]
- 1956: Freiberg, Stadt- und Bergbaumuseum („Freiberger Künstler schaffen für die neue Schule in Halsbrücke“: Hilde Böhme-Burkhardt, Herbert Humpisch, Werner Kuettner, Horst Morgenstern, Kurt Preissler, Helmut Rudolph, Maximilian R. Stark, Siegfried Schliebe)
- 1963: Karl-Marx-Stadt, Museum am Theaterplatz („10 Jahre Architektur, bildende Kunst und bildnerisches Volksschaffen in Karl-Marx-Stadt“)[8]
- postum 1984: Karl-Marx-Stadt („Retrospektive Karl-Marx-Stadt“)

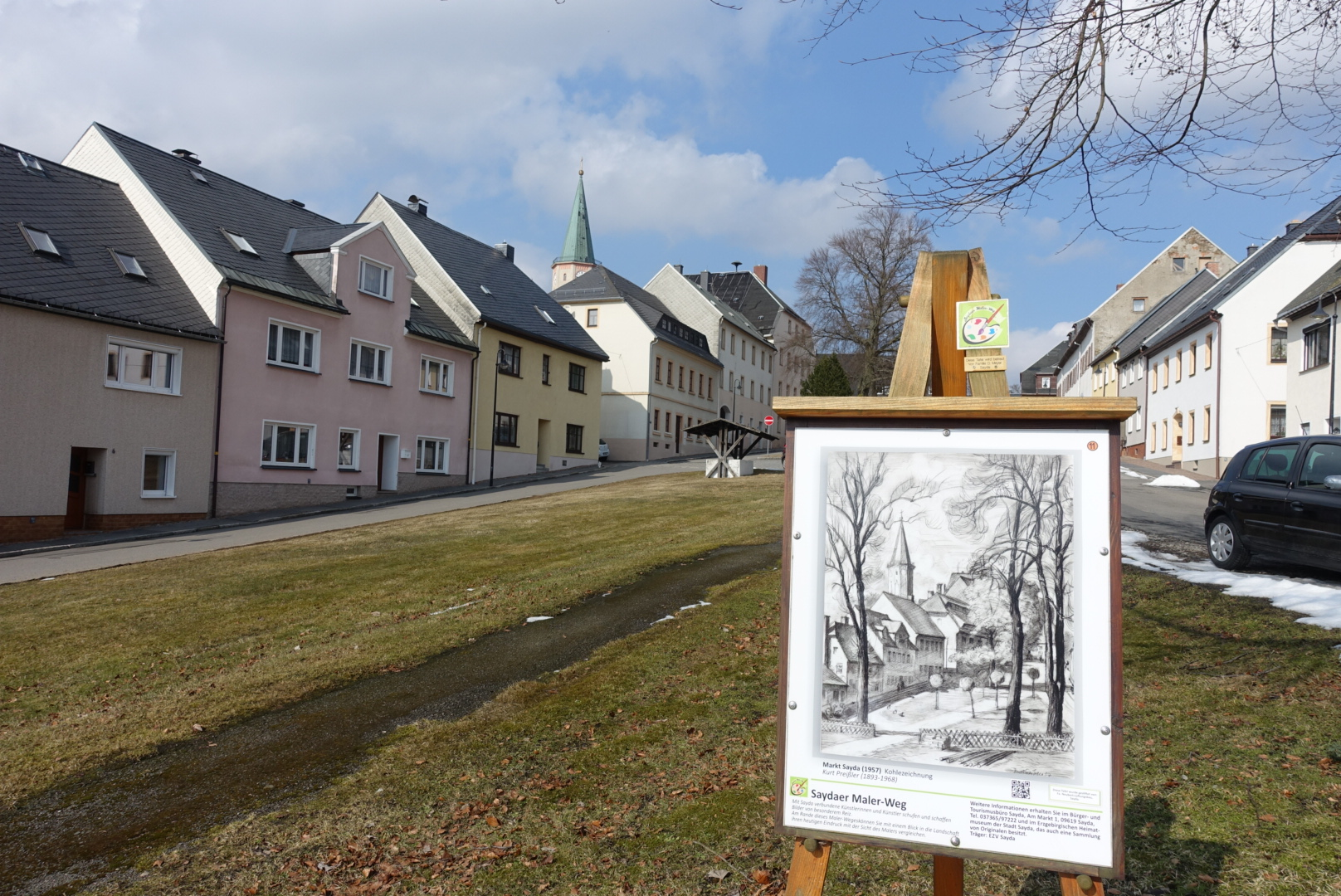
Saydaer Malerweg (März 2018)

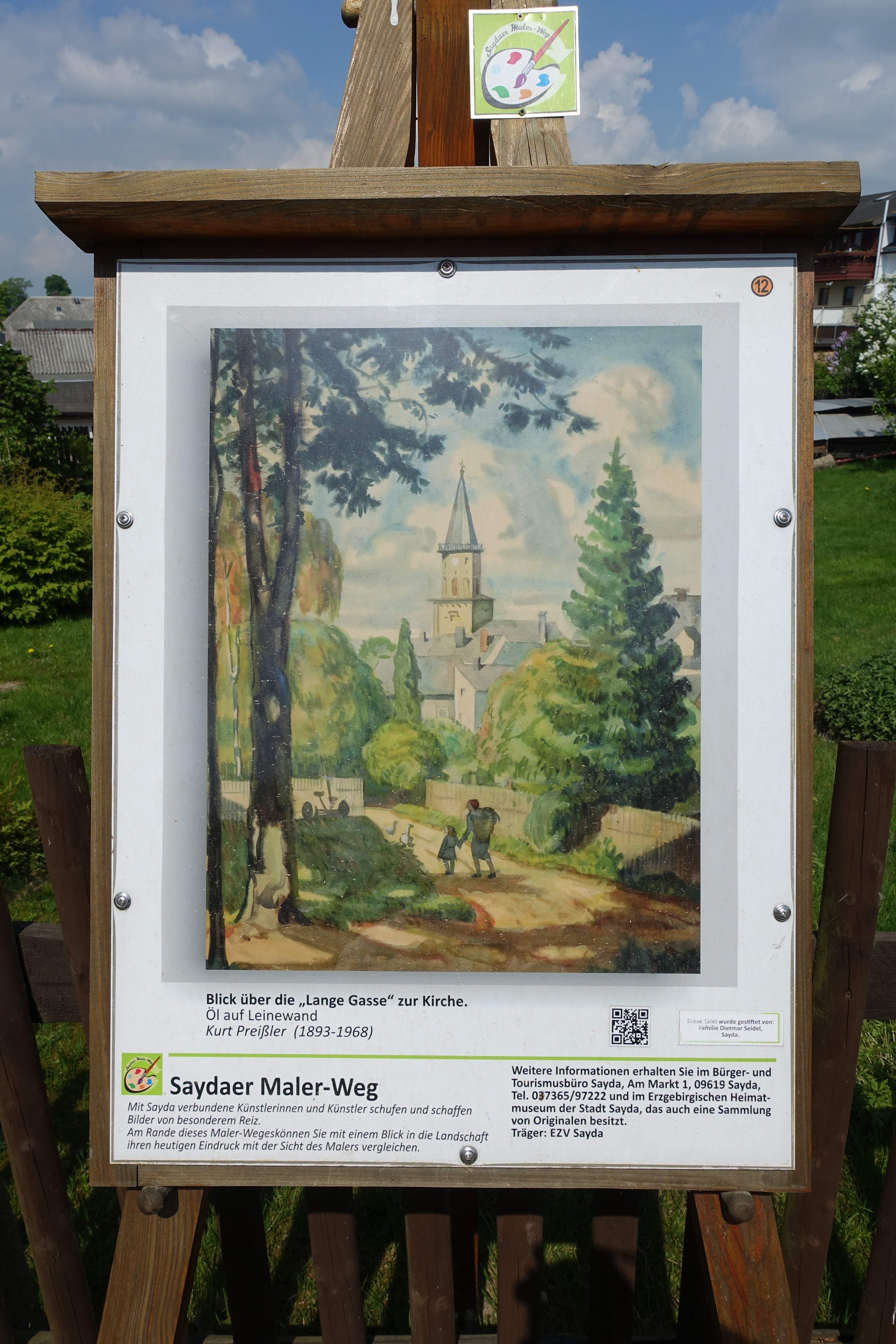
Kurt Preißler - Saydaer Malerweg